# Velardiniello
Velardinièllo (diminutif dialectique de Bernardino) est un conteur et chanteur de rue actif à Naples au XVIe siècle.
Chef de file d'une longue liste de poètes et chanteur d'histoires à Naples, il est auteur de  villanelle et autres compositions en napolitain.

## Histoire
Velardiniello est probablement un nom d'emprunt derrière lequel se cachait un personnage connu.
À Naples au cours du XVIe siècle, sous la domination espagnole, naissent les «  Villanelle, dont  Voccuccia de nu pierzeco apreturo, qui expriment une caractéristique fondamentale du recitar cantando (« réciter-chanter ») qui sont des expressions artistiques de la culture napolitaine.